# Colletes floralis
Северни колет (Colletes floralis) је врста пчела из рода колета. Северне колете су усамљене пчеле, иако се женке могу гнездити у такозваним агрегацијама - местима где се пчеле гнезде близу једна другој, али не формирају колоније као друштвене пчеле. Гнезде се под земљом у меком (песковитом) земљишту, копајући јаме до 20 пута веће од дужине тела. Може се наћи како се гнезди у приобалним пешчаним динама, и на Хебридским острвима у махару (приобалним травњацима).

## Изглед
Пчеле су средње величине (са дужином од главе до тела око 8-15 мм) и витке. Имају црни стомак, са уским белим тракама на сваком сегменту. Смеђе длаке покривају горњи део грудног коша, са нешто блеђим длачицама на лицу. Веома су сличне другим врстама из рода колета и, ако више од једне од ових врста дели исто станиште, може бити неопходно микроскопско испитивање да би се разликовале. Женке су нешто веће од мужјака, имају нешто дуже стомаке, који су такође тамнији и сјајнији.

## Животни циклус
Одрасле северне колете се појављују крајем јуна и активне су до краја августа. Пчеле су активне само када је температура топла. Мужјаци излазе један или два дана пре женки. Женке се паре убрзо након ницања. Мужјаци тада умиру, док женка прави јазбину која може бити чак 26 цм дубока. Женка производи секрет из жлезда у устима, формирајући омотач налик целофану за јазбину. Свако јаје је затворено унутар појединачне ћелије, са довољно повратног нектара и полена за храњење ларве током целе зиме. Ларва живи под земљом, лутки у својој јазбини и излази следећег јуна као одрасла особа. Како северне колете не формирају колоније, нема пчела радилица.

## Дистрибуција
Ово је ретка пчела. Може се наћи у Британији и Ирској, где се гнезди на обалама Ирске  и северне Енглеске, док се у Шкотској може наћи на острвима, као и приобалним деловима копна. На другим местима у северној Европи, присутна је у малој густини у Скандинавији, у приморским областима. Преферира падине окренуте према југу са ниским, ретким растињем; пчеле се хране у оближњим областима богатим цвећем. У јужној Европи, међутим, насељава веће надморске висине, а налази се на Пиринејима, Карпатима и Алтајским планинама.
Једно од најзначајнијих станишта за ову врсту пчела је махар спољних Хебрида у Шкотској где је у септембру 2007. године објављено да је откривено једанаест раније непознатих колонија.

## Конзервација
Пчела је процењена према регионалним смерницама за црвену листу међународне уније за заштиту природе за острво Ирску. Врста има категорију угрожености у Ирској. Постоји план који је спровео биодиверзитет Уједињеног Краљевства и акциони план за ову врсту и који је објављен за Северну Ирску 2006.